# Amanieu d'Albret
Pour les articles homonymes, voir Albret.
Pour les autres membres de la famille, voir Maison d'Albret.
Amanieu d'Albret, le cardinal d'Albret (né vers 1478 en France et mort à Casteljaloux le 20 décembre 1520) est un cardinal français.

## Biographie
Amanieu est un fils d'Alain d'Albret, comte de Castres, et de Françoise de Châtillon. Il est le frère du roi Jean III de Navarre, le neveu du cardinal Louis d'Albret (1461) et le beau-frère du cardinal Cesare Borgia (1493).
Amanieu d'Albret est protonotaire apostolique, abbé commendataire de l'abbaye Saint-Antoine-et-Saint-Pierre de Lézat, de l'abbaye Saint-Jean de la Castelle et de l'abbaye Saint-Vincent de Lucq. Il a trois enfants illégitimes. En 1499, il est élu administrateur apostolique de Comminges et de Condom, mais ne prend jamais possession des sièges. En 1500, il est nommé administrateur d'Oloron.
Le pape Alexandre VI le crée cardinal in pectore lors du consistoire du 20 mars 1500 mais cette nomination n'est publiée que le 18 septembre 1500. Le cardinal d'Albret est nommé abbé commendataire de l'abbaye de Notre-Dame de Guîtres et de l'abbaye de Saint-Aubert de Cambrai. En 1502, le pape donna l’évêché de Pamiers en commande à Amanieu, cardinal d’Albret, mais il n’en jouit pas, parce que Mathieu d’Artigalupa, qui fut maintenu par arrêt du parlement de Paris en 1506. Il participe aux deux conclaves de 1503 avec l'élection de Pie III et Jules II, mais ne participe pas au conclave de 1513 (élection de Léon X).
Le cardinal d'Albret est nommé administrateur de Vannes et administrateur de Bazas en 1504, administrateur de Lescar en 1507, administrateur de Pampelune en 1510. Il participe au coup d'État contre le pape Jules II en 1511 et participe au concile schismatique de Pise en 1511. D'Albret est encore administrateur de Pamiers et administrateur de Couserans et abbé commendataire de l'abbaye de Saint-Paul de Nérac.

## Œuvre
- Antiquae constitutiones synodales Vasatensis diocesis per illustrissimum ac reverendissimum D. Cardinalem d'Albreto, episcopum Vasatensem in ordinem redactae, Bordeaux, Simon Millanges, 1584, 61 p. (lire en ligne).